# Lunularia cruciata

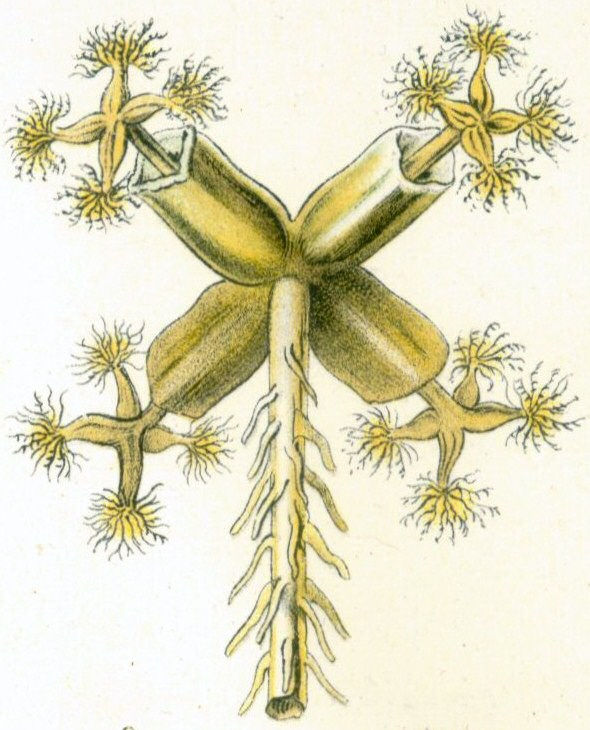
Lunularia también puede reproducirse sexualmente, como se ilustra por Haeckel en este dibujo de una cabeza arquegonial con plántulas (diploides) esporofíticas. El cuerpo de la planta principal (talo) es haploide

Lunularia cruciata es la única especie de hepática del  orden Lunulariales, y la única especie del género Lunularia y familia Lunulariaceae. El nombre hace referencia a las copas en forma de luna, del latín luna.

## Distribución
Lunularia se encuentra comúnmente en el oeste de Europa, donde es nativa de la región mediterránea. También es común en California, donde ahora está naturalizada (crece silvestre), y es conocida como una mala hierba introducida en los jardines e invernaderos en Australia. En América, la especie crece sólo como una forma estéril, fácilmente reconocida por los conceptáculos en forma de media luna que contienen  yemas asexuales.
Las yemas en forma de disco se desprenden fácilmente de las copas con las salpicaduras de agua de lluvia. Pueden entonces rápidamente «echar raíces» y empezar a crecer en lugares adecuadamente húmedos, que es por eso por lo que son tan exitosos en invernaderos.
Lunularia no es puramente asexual; también puede reproducirse sexualmente (ver ilustración) con cuatro arquegonios dispuestos en una cabeza en forma de cruz que lleva esporófitos, es decir, plántulas diploides. Al igual que en otras hepáticas, el cuerpo de la planta principal o talo es un gametofito, haploide.
El ácido lunularico, un dihidrostilbenoide, se encuentra en L. cruciata.

## Taxonomía
Lunularia cruciata fue descrita por (L.) Dumort. ex Lindb. y publicado en Notiser ur Sällskapets pro Fauna et Flora Fennica Förhandlingar 9: 298. 1868.
Variedad aceptada
- Lunularia cruciata subsp. thaxteri (A. Evans & Herzog) R.M. Schust.